# Рудник Коніамбо
Рудник Коніамбо – гірничодобувний майданчик у Меланезії на острові Нова Каледонія (заморське володіння Франції)/
Зацікавленість розробкою покладів нікелевої руди в районі Коніамбо виявили ще в 19 столітті. Так, відомо, що гірничу ліцензію в цьому регіоні мала Société le Nickel (SLN, найвідоміша гірничодобувна компанія в історії Нової Каледонії, що продовжує активно діяти і зараз), яка в 1892-му передала в користування компанії Koch копальню «Guyenne» (за звичайною для Нової Каледонії практикою, власники гірничих ліцензій часто передавали в розробку іншим бізнесам малі, віддалені від основних центрів видобутку або менш рентабельні рудники).
В подальшому SLN сама провадила роботи в Коніамбо, при цьому копальня часами давала більш продукції, аніж відомий центр видобутку в Тіо. У 1950-му розробка припинилась, проте це не було викликане вичерпанням запасів.
Після укладеної в 1998 році угоди з корінним населенням, яке виступало за незалежність та прагнуло більшої участь в експлуатації мінеральних ресурсів острова, права на поклади Коніамбо перейшли до компанії Société Minière du Sud Pacifique SA (SMSP), що викупила їх в обмін на рудник Поум. Найбільшим власником SMSP з часткою у 85% виступала Société financier et de développement de la Province Nord (SOFINOR), що в свою чергу належала Північній провінції (87%), провінції Острови Луайоте (5%) та представникам місцевих племен, які діяли через об’єднання «Sud minier», «Côte océanienne"» та «Grand Nord». В подальшому для реалізації проекту, що потребував багатомільярдних інвестицій, створили компанію Koniambo Nickel SAS (KNS), в якій SMSP та британо-швейцарський концерн Glencore отримали 51% та 49% участі відповідно. 
Роботи за проектом, що також передбачав спорудження металургійного заводу та електростанції, почались в 2007-му, а запуск в експлуатацію припав на 2013 рік (церемонію офіційного відкриття провели в 2014-му).
Розробка ведеться відкритим способом, при цьому у відвали віправляють не лише пусту породу, але й лімонітову нікелеву руду. Річна потужність майданчику запроектована у 25 млн тонн руди та розкривних порід з випуском 3,3 млн тонн сапролітової нікелевої руди, що далі постачається по конвеєру завдовжки 11,2 км до розташованого на узбережжі металургійного майданчику. 
У 2021-му фактичний видобуток рудника склав 1,14 млн тонн руди.
В 2024-му через несприятливу ринкову ситуацію Glencore оголосила про консервацію потужностей проекту Коніамбо.